# ألين آي. أولسون
ألين آي. أولسون (بالإنجليزية: Allen I. Olson)‏ هو محامي أمريكي، ولد في 5 نوفمبر 1938 في رولا في الولايات المتحدة.

## وصلات خارجية
- ألين آي. أولسون على موقع إن إن دي بي (الإنجليزية)